# Буличов Ігор В'ячеславович
І́гор В'ячесла́вович Буличо́в  (нар. 16 березня 1978, Київ) — український артист балету, соліст Національного академічного театру опери та балету України імені Тараса Шевченка, лауреат Премії імені А. Ф. Шекери у галузі хореографічного мистецтва (2013).

## Життєпис
1996 — закінчив Київське державне хореографічне училище.
Закінчив Херсонський державний університет.
З 1996 — соліст Національного академічного театру опери та балету України імені Тараса Шевченка.
23 травня 2013 в залі цього театру перший заступник Міністра культури України Тимофій Кохан вручив Ігору Буличову, який взяв участь як соліст у більш ніж 20 балетних виставах, престижну державну премію імені А. Ф. Шекери у галузі хореографічного мистецтва.

## Партії
- Абдерахман («Раймонда» О. Глазунова)
- Арап («Петрушка» І. Стравінського)
- Бірбанто («Корсар», А. Адама)
- Воланд («Майстер і Маргарита»)
- Ворон («Снігова королева»)
- Ганс («Жізель» А. Адама)
- Городовий («За двома зайцями» Ю. Шевченка)
- Граф Альмавіва («Весілля Фігаро» Моцарта)
- Грек Моноліус («Грек Зорба»)[2]
- Дугманта («Баядерка» Мінкуса)
- Ескамільйо («Кармен-Сюїта» Ж. Бізе-Р. Щедріна)
- Ірнек («Володар Борисфену» Є. Станковича)
- Золотий раб («Шехеразада» М. Римського-Корсакова)
- Король мишей («Лускунчик» П. Чайковського)
- Кощій Безсмертний («Жар-птиця» І. Стравінського)
- Красс («Спартак» А. Хачатуряна)
- Красень («Картинки з виставки» М. Мусоргського)
- Парис («Вальпургієва ніч», балетна сюїта з опери «Фауст» Ш. Гуно)
- Раб («Баядерка» Л. Мінкуса)
- Ротбард («Лебедине озеро» П. Чайковського)
- Сірий Вовк («Спляча красуня» П. Чайковського)
- Спартак («Спартак» А. Хачатуряна)
- Суперник («Весна священна» І. Стравінського)
- Тібальд («Ромео і Джульєтта» С. Прокоф'єва)
- Цуніга («Кармен-Сюїта» Ж. Бізе-Р. Щедріна)

У складі трупи театру виступав у різних країнах світу, зокрема в Австралії, Австрії, Німеччині, Швейцарії, Франції, Угорщині, Канаді, Японії, Іспанії, Італії, у країнах Латинської Америки.